# El Fath-moskee (Gent)
De El Fath-moskee is een Belgische Maghrebijnse moskee in Marokkaanse traditie te Gent. De in 1973 geopende moskee gelegen in de Brugse Poortwijk is de grootste van de stad en een van de oudste moskeeën in Oost-Vlaanderen.

## Geschiedenis
De eerste stappen naar oprichting van een moskee werden al in 1969 gezet. Enkele mannen kwamen regelmatig na hun werkuren samen. Het gemis aan een locatie bij een overlijden wees op de nood aan een moskee. Vanaf het daaropvolgende jaar werd in weekends samengekomen voor gebed in een ruimte. Die provisionele ruimte werd ook een ontmoetingsplaats, met ruimte voor ontspanning, de groep startte zelfs een voetbalploegje. Het cemaat was initieel een groep Berbers, de instroom van Arabische Marokkanen volgde later.
De moskee op de huidige locatie werd geopend in 1973. El Fath betekent de vrijheid. In 2006 werd Khalid Benhaddou als imam aangesteld in de moskee. Hij was toen op achttienjarige leeftijd de jongste imam van Vlaanderen. Van 2009 tot 2012 werd de moskee gerenoveerd. De inhuldiging van de renovatie op 16 juni 2012 werd bijgewoond door Vlaamse minister van Inburgering Geert Bourgeois en de Gentse burgemeester Daniël Termont. In 2014 werd Benhaddou de hoofdimam. De moskee kwam in het nieuws door een vechtpartij tijdens het vrijdaggebed, na de oproep van de imam om geweld tegen onschuldigen en niet-gelovigen te vermijden na de Hamas-aanval in Israël in 2023.

## Beschrijving
Bij oprichting was de El Fath-moskee duidelijk een Marokkaanse moskee. Een doorgedreven vernieuwing gestart bij het begin van de 21e eeuw met onder meer aandacht voor de pedagogische aanpak en een afzonderlijke ruimte voor vrouwen, maakte de moskeegemeenschap veel diverser, met participatie van onder meer Turken, Pakistanen, Oost-Europeanen, Afrikanen en bekeerlingen. Ook de actuele en toegankelijke vrijdagspreken van Benhaddou, in het Arabisch met een aansluitende Nederlandse samenvatting trekken moskeegangers van buiten Gent. Wel is het moskeebestuur ook in 2016 nog steeds overwegend Marokkaans.
De moskee is gelegen in drie aaneensluitende rijwoningen in een rustige woonstraat, met inname van de oorspronkelijke achterliggende stadstuinruimte voor de gebedsruimte. De moskee heeft geen minaret. Bij de renovatie van 2009 tot 2012 werd de ruimte ook uitgebreid om plaats te bieden voor de 500 à 600 moslims die veelal het vrijdaggebed bijwonen. De dagelijkse gebeden hebben een publiek van 60 tot 80 gelovigen. De gebedsruimte is een open ruimte met een centrale koepel met 5 m. doormeter. De circa 240 m² grote ruimte heeft een centraal open deel van 12 op 14 meter en een achterliggende zone met meer steunpilaren. De witte koepel is binnenin over een strook beschilderd met Arabische symbolen.
Naast de centrale gebedsruimte bevat de moskee ook een aantal ruimten voor sociale activiteiten.